# Новиков, Анатолий Терентьевич
Анатолий Терентьевич Новиков (17 января 1947, Мальцевка, Курская область — 19 января 2022, Харьков) — заслуженный мастер спорта СССР по дзюдо, бронзовый призёр Олимпийских игр, бронзовый призёр чемпионата мира, победитель и призёр чемпионатов Европы, чемпион СССР по дзюдо, чемпион и призёр СССР по самбо.

## Биография
Родился в 1947 году в деревне Мальцевка в Курской области. По окончании восьми классов Мокрушанской средней школы, уехал в Харьков, где поступил в техникум и занялся борьбой.
Первых успехов достиг в самбо, завоевав в 1968 году бронзовую медаль на чемпионате СССР, в следующем году стал вторым, а ещё через год стал чемпионом СССР. С 1970 года перешёл в дзюдо. После двух побед (Тбилиси 1970, Польша 1972) и одного третьего места (Польша 1971) был включен в сборную страны на чемпионат Европы 1972 года, где стал вторым в личном первенстве и чемпионом Европы в команде.
Выступая на Летних Олимпийских играх 1972 года в Мюнхене, боролся в категории до 70 килограммов. В его категории боролись 26 спортсменов, разделённые на две группы. Борец, победивший во всех схватках группы выходил в полуфинал, где встречался с борцом из другой группы, вышедшим в полуфинал по результатам «утешительных» схваток. В «утешительных» схватках встречались те борцы, которые проиграли победителю группы: так, проигравший борец «Б» в первой схватке борцу «А», во второй схватке (при условии, что борец «А» свою вторую схватку выиграл) боролся с проигравшим борцу «А», и если выигрывал, то продолжал участвовать в турнире до тех пор, пока борец «А» не проигрывал, и если борец «А» выходил в полуфинал, то борец «Б» также выходил в полуфинал. Таким образом, исключалась возможность того, что в первых схватках выбывали сильные борцы.
В 1/16 Анатолий Новиков не боролся, в 1/8 болевым приёмом победил Рауля Фоллона (Мексика), в 1/4 также болевым приёмом победил Герольда Юнгфирта (Австрия) и вышел в полуфинал, где проиграл явному фавориту турнира Тоёкадзу Номуре (Япония), будущему олимпийскому чемпиону. В схватке за третье место советский дзюдоист победил Энгельберта Дёрбрандта (ФРГ) и завоевал бронзовую медаль.
В дзюдо, после олимпийских игр в Мюнхене, Анатолий Новиков вновь становится чемпионом Европы в команде, и завоёвывает третье место на чемпионате мира 1973 года. После этого перешёл в весовую категорию до 80 килограммов, завоёвывал призовые места на международных турнирах.
Окончил Харьковский педагогический институт, преподаватель.

## Память
В Харькове ежегодно проходит Всеукраинский турнир по дзюдо среди юношей на призы Анатолия Новикова.